# 餅乾公主
〈餅乾公主〉（英語：Princess Cookie）是《探險活寶》第四季的第13集。在卡通頻道2012年6月25日播出。本集以阿寶和老皮為主角。在這一集裡，阿寶和老皮被派去從流氓餅乾手中解救人質。老皮同情他，得知餅乾希望成為公主。